# Ryhor Wałżankou
Ryhor Mikałajewicz Wałżankou (biał. Рыгор Мікалаевіч Валжанкоў, ros. Григорий Николаевич Волженков, Grigorij Nikołajewicz Wołżenkow; ur. 25 października 1958 w Ponizowiu) – białoruski kołchoźnik i polityk, deputowany do Rady Najwyższej Republiki Białorusi XIII kadencji, w latach 1996–2000 deputowany do Izby Reprezentantów Zgromadzenia Narodowego Republiki Białorusi I kadencji.

## Życiorys

### Młodość i praca
Urodził się 25 października 1958 roku we wsi Ponizowie, w rejonie dubrowieńskim obwodu witebskiego Białoruskiej SRR, ZSRR. W 1985 roku ukończył Białoruską Państwową Akademię Gospodarstwa Wiejskiego, uzyskując wykształcenie ekonomisty organizatora produkcji rolnej. W 1994 roku ukończył Białoruski Uniwersytet Państwowy, uzyskując wykształcenie politologa. W latach 1985–1986 pracował jako inżynier BHP, sekretarz komitetu partyjnego w kołchozie im. Ernsta Thälmanna. W latach 1986–1987 był instruktorem w Kliczewskim Komitecie Rejonowym Komunistycznej Partii Białorusi. Od 1987 roku pełnił funkcję przewodniczącego kołchozu „Radzima” (pol. Ojczyzna) w rejonie kliczewskim. W 1995 roku był członkiem Partii Komunistów Białoruskiej.

### Działalność parlamentarna
W drugiej turze wyborów parlamentarnych 28 maja 1995 roku został wybrany na deputowanego do Rady Najwyższej Republiki Białorusi XIII kadencji z Kliczewskiego Okręgu Wyborczego Nr 168. 9 stycznia 1996 roku został zaprzysiężony na deputowanego. Od 23 stycznia pełnił w Radzie Najwyższej funkcję członka Stałej Komisji ds. Międzynarodowych. Poparł dokonaną przez prezydenta Alaksandra Łukaszenkę kontrowersyjną i częściowo nieuznaną międzynarodowo zmianę konstytucji. 27 listopada 1996 roku przestał uczestniczyć w pracach Rady Najwyższej i wszedł w skład utworzonej przez prezydenta Izby Reprezentantów Zgromadzenia Narodowego Republiki Białorusi I kadencji. Pełnił w niej funkcję członka Komisji ds. Praw Człowieka i Stosunków Narodowościowych. Zgodnie z Konstytucją Białorusi z 1994 roku jego mandat deputowanego do Rady Najwyższej zakończył się 9 stycznia 2000 roku; kolejne wybory do tego organu jednak nigdy się nie odbyły. Jego kadencja w Izbie Reprezentantów zakończyła się 21 listopada 2000 roku.

## Życie prywatne
Ryhor Wałżankou jest żonaty. W 1995 roku mieszkał we wsi Nowe Maksimowicze w rejonie kliczewskim.